# Макарора
Макарора (англ. Makarora River) — река на Южном острове Новой Зеландии, течет по территории Отаго. Впадает в северную оконечность озера Уанака.
Истоки реки находятся у ледника Брустер в Южных Альпах. Генеральным направлением течения является юго-запад. В верхней половине течёт по территории северо-восточной части национального парка Маунт-Аспайринг. Впадает в северную оконечность озера Уанака на высоте 282 м над уровнем моря. Крупнейшие притоки: Уилкин, Янг-Ривер, Блю-Ривер, Фиш.
Вдоль среднего и нижнего течения реки проходит одна из общенациональных автодорог Новой Зеландии — государственное шоссе .